# Elche de la Sierra
Elche de la Sierra és un municipi de la província d'Albacete, en la comarca de la serra del Segura, a 102 km de la capital de la província. El 2005 tenia 3.878 habitants. Comprèn les pedanies de Fuente del Taif, Horno Ciego, Peñarrubia, Vicorto i Villares del Segura. Limita al nord amb Ayna, al sud amb Letur, a l'est amb Liétor i Férez i a l'oest amb Molinicos i Yeste.

## Demografia
| 4.027 | 4.484 | 4.527 | 5.788 | 6.560 | 7.063 | 5.846 | 5.007 | 3.866 | 3.793 | 3.917 | 3.878 | 3929 |